# Менессер
Менессе́р (фр. Ménessaire) — коммуна во Франции, находится в регионе Бургундия. Департамент коммуны — Кот-д’Ор. Входит в состав кантона Льерне. Округ коммуны — Бон.
Код INSEE коммуны — 21403.

## Население
Население коммуны на 2010 год составляло 71 человек.
| 1962 | 1968 | 1975 | 1982 | 1990 | 1999 | 2010 |
| ---- | ---- | ---- | ---- | ---- | ---- | ---- |
| 146  | 131  | 136  | 119  | 96   | 88   | 71   |

## Экономика
В 2010 году среди 35 человек трудоспособного возраста (15—64 лет) 23 были экономически активными, 12 — неактивными (показатель активности — 65,7 %, в 1999 году было 67,4 %). Из 23 активных жителей работали 22 человека (13 мужчин и 9 женщин), безработным был 1 мужчина.  Среди 12 неактивных 4 человека были учениками или студентами, 7 — пенсионерами, 1 был неактивным по другим причинам.